# Hallad Rognvaldsson
Hallad Rognvaldsson (n. 860) fue un caudillo vikingo y jarl de las Orcadas entre 891 y 892. Era hijo ilegítimo de Rognvald el Sabio, jarl de Møre.

## Biografía
Tras la desaparición en la escena política de Sigurd Eysteinsson y posteriormente de su hijo Guthorm Sigurdsson, Rognvald de Møre decide confiar las Orcadas y las Islas Shetland a su hijo Hallad a quien el rey Harald I de Noruega le concede el título de jarl.
Hallad se trasladó a Hrossey pero debe enfrentarse a hordas de vikingos que constantemente asedian las islas y Caithness, matando y saqueando. Cuando los granjeros se quejan y reclaman su protección, Hallad aprecia que no es capaz de solucionar el problema y renuncia a su título de jarl, regresando a Noruega donde vive como granjero libre (bóndi).